# Schackenthal
Schackenthal ist ein Ortsteil der Stadt Aschersleben im Salzlandkreis in Sachsen-Anhalt.

## Geschichte
Der Ort wurde erstmals im Jahr 965 unter dem Namen Scakendal urkundlich erwähnt. Ab 1019 war das Dorf im Besitz des Hochstifts Bamberg, gehörte kirchlich aber zum Archidiakonat Wiederstedt des Bistums Halberstadt.
Das Ortsbild wird geprägt durch die Dorfkirche, die am 31. Oktober 1937 geweiht wurde.
Am 1. Januar 2009 wurde Schackenthal nach Aschersleben eingemeindet.